# Auguste Savart-Martel
Philippe Auguste Savart, ook Savart-Martel, (Troyes-lez-Aube, 9 september 1779 - Doornik, 3 december 1846) was een Belgisch volksvertegenwoordiger en senator.

## Levensloop
Savart was een zoon van Nicolas Savart en van Marie-Anne Picard. Hij trouwde met Pélagie Martel en ze waren de ouders van senator Victor Savart.
Hij was vanaf 1806 en tot aan zijn dood advocaat en pleitbezorger in Doornik. Als tussenpoos was hij van 1830 tot 1834 rechter bij de rechtbank van eerste aanleg.
In januari 1833 was hij liberaal senator voor het arrondissement Doornik, maar oefende het mandaat slechts uit tot juni van dat jaar.
In 1842 werd hij liberaal volksvertegenwoordiger voor het arrondissement Doornik en oefende dit mandaat uit tot aan zijn dood.
Van 1830 tot aan zijn dood was hij ook nog gemeenteraadslid van Doornik.